# Nova Veneza (Sumaré)
Nova Veneza é um distrito do município brasileiro de Sumaré,  que integra a Região Metropolitana de Campinas, no interior do estado de São Paulo.

## História

### Origem
O distrito teve origem no Núcleo Colonial Nova Veneza. Depois de 1910 várias famílias de imigrantes compraram terras nesse lugar, que logo foi se desenvolvendo.

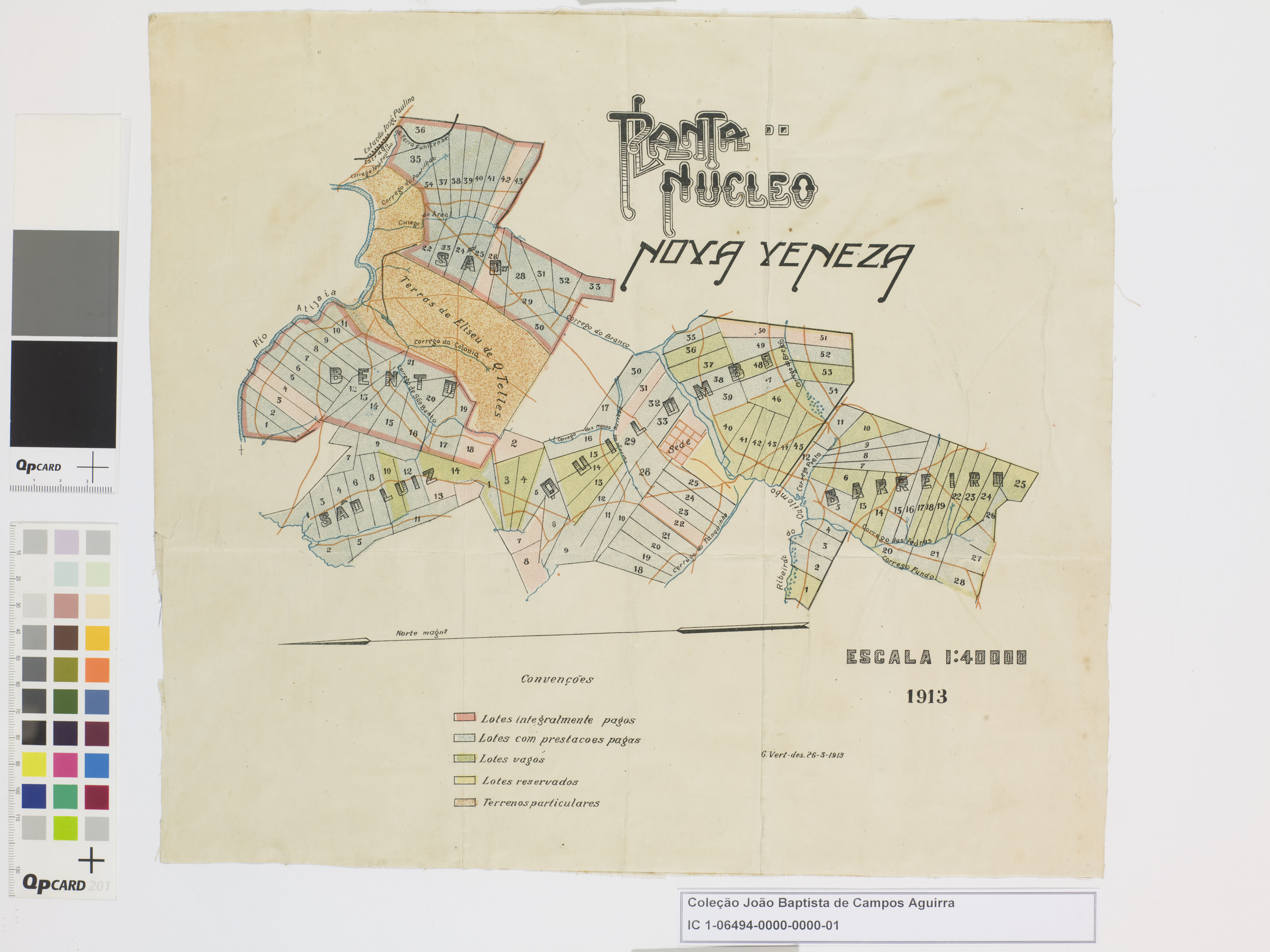
Planta do Núcleo Colonial Nova Veneza.

Apareceram então escola, igreja, casas comerciais, olaria, entre outras instituições. Em 1946 a 3M se instalou às margens da Rodovia Anhanguera e outras empresas vieram em seguida para Nova Veneza, atraindo muitos migrantes.
O distrito foi criado em 1959, após a formação de um núcleo de pequenos lotes originários da divisão da fazenda de Luiz Campo Dall’Orto. 

### Formação administrativa
- Distrito criado pela Lei n° 5.285 de 18/02/1959, com sede no povoado de igual nome e com território desmembrado do distrito da sede do município de Sumaré e do distrito de Hortolândia[3][4].
- Decreto nº 36.053 de 28/12/1959 - Cria a 1.ª subdelegacia de polícia do distrito de Nova Veneza, no município de Sumaré[5].

### Pedidos de emancipação
O distrito tentou a emancipação político-administrativa e ser elevado à município, através de processo que deu entrada na Assembléia Legislativa do Estado de São Paulo no ano de 1991, mas como não atendia os requisitos necessários exigidos por lei para tal finalidade, o processo foi arquivado. Em 1995 entrou com outro pedido de emancipação, mas o processo encontra-se com a tramitação suspensa.

## Geografia

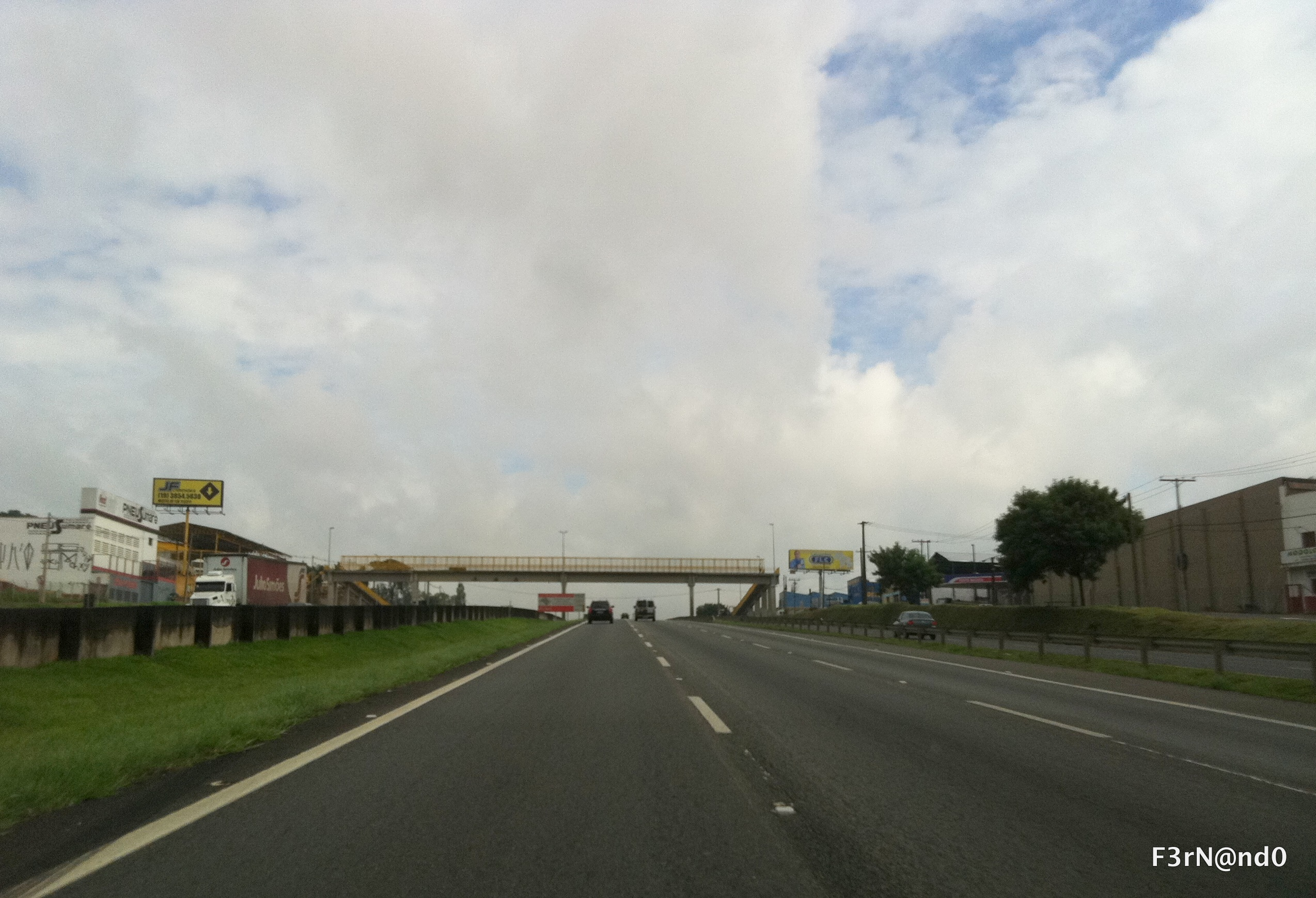
Rodovia Anhanguera em Nova Veneza, onde estão instaladas as indústrias mais importantes.

### Localização
Localiza-se a aproximadamente 10 km do centro da cidade, sendo a Avenida da Amizade a sua principal ligação com o centro.

### Demografia

#### População urbana
| Crescimento população urbana | Crescimento população urbana | Crescimento população urbana | Crescimento população urbana |
| Censo                        | Pop.                         |                              | %±                           |
| ---------------------------- | ---------------------------- | ---------------------------- | ---------------------------- |
| 1960                         | 473                          |                              | —                            |
| 1970                         | 1 471                        |                              | 211,0%                       |
| 1980                         | 35 669                       |                              | 2 324,8%                     |
| 1991                         | 82 671                       |                              | 131,8%                       |
| 2000                         | 118 138                      |                              | 42,9%                        |
| 2010                         | 140 774                      |                              | 19,2%                        |
| Fonte: IBGE e Fundação SEADE |                              |                              |                              |

#### População total
Pelo Censo 2010 (IBGE) a população total do distrito era de 140 774 habitantes.

### Área territorial
A área territorial do distrito é de 43,960 km².

### Bairros
Os bairros de Nova Veneza estão distribuídos entre quatro das seis Administrações Regionais de Sumaré existentes atualmente:
- Chácaras Bela Vista - AR2 – Nova Veneza
- Chácaras Nova Veneza - AR2 – Nova Veneza
- Chácaras Novo Horizonte e San Martin - AR3 – Matão
- Chácaras Reunidas Anhanguera - AR2 – Nova Veneza
- Chácaras Santa Antonieta - AR2 – Nova Veneza
- Cidade Nova - AR5 – Maria Antônia
- Condomínio Coronel - AR3 – Matão
- Conjunto Habitacional Ângelo Tomazin - AR5 – Maria Antônia
- Eden Parque - AR2 – Nova Veneza
- Jardim Aclimação - AR4 – Área Cura
- Jardim Amélia - AR5 – Maria Antônia
- Jardim Barcelona - AR3 – Matão
- Jardim Bom Retiro - AR4 – Área Cura
- Jardim Calegari - AR4 – Área Cura
- Jardim Casa Verde - AR3 – Matão
- Jardim Dall'Orto -1a. parte - AR5 – Maria Antônia
- Jardim Dall'Orto -3a. parte  - AR5 – Maria Antônia
- Jardim Danúbio Azul - AR4 – Área Cura
- Jardim das Águas - AR2 – Nova Veneza
- Jardim das Estâncias - AR3 – Matão
- Jardim das Oliveiras - AR3 – Matão
- Jardim Denadai - AR4 – Área Cura
- Jardim do Trevo - AR2 – Nova Veneza
- Jardim Dom Bosco I - AR2 – Nova Veneza
- Jardim dos Ipês - AR5 – Maria Antônia
- Jardim Dulce - AR2 – Nova Veneza
- Jardim Eunice - AR3 – Matão
- Jardim Florença - AR2 – Nova Veneza
- Jardim Lúcia - AR3 – Matão
- Jardim Manchester - AR5 – Maria Antônia
- Jardim Maracanã - AR4 – Área Cura
- Jardim Maria Antônia 1ª Parte - AR5 – Maria Antônia
- Jardim Maria Antônia 2 ª Parte - AR5 – Maria Antônia
- Jardim Maria Antônia 3ª Parte  - AR5 – Maria Antônia
- Jardim Maria Luiza - AR5 – Maria Antônia
- Jardim Martins - AR3 – Matão
- Jardim Mineápolis - AR2 – Nova Veneza
- Jardim Minesota - AR3 – Matão
- Jardim Morumbi - AR3 – Matão
- Jardim Nossa Senhora da Conceição - AR2 – Nova Veneza
- Jardim Nossa Senhora da Conceição II - AR2 – Nova Veneza
- Jardim Nova Aurora - AR3 – Matão
- Jardim Nova Esperança - AR4 – Área Cura
- Jardim Nova Esperança II - AR4 – Área Cura
- Jardim Nova Veneza - AR2 – Nova Veneza
- Jardim Paraíso I - AR3 – Matão
- Jardim Paraíso II - AR3 – Matão
- Jardim Santa Carolina - AR5 – Maria Antônia
- Jardim Santa Catarina - AR3 – Matão
- Jardim Santa Clara - AR3 – Matão
- Jardim Santa Maria - AR2 – Nova Veneza
- Jardim Santa Olívia - AR3 – Matão
- Jardim Santa Rosa - AR3 – Matão
- Jardim Santiago - AR4 – Área Cura
- Jardim São Francisco - AR4 – Área Cura
- Jardim São Francisco de Assis - AR2 – Nova Veneza
- Jardim São Gerônimo - AR3 – Matão
- Jardim São Luiz - AR3 – Matão
- Jardim Seminário - AR2 – Nova Veneza
- Jardim Viel - AR5 – Maria Antônia
- Jardim Volobueff - AR5 – Maria Antônia
- Nova Terra  - AR3 – Matão
- Parque das Indústrias - AR5 – Maria Antônia
- Parque das Nações - AR4 – Área Cura
- Parque Florely - AR5 – Maria Antônia
- Parque General Osório - AR3 – Matão
- Parque Ideal - AR2 – Nova Veneza
- Parque Industrial Bandeirantes - AR4 – Área Cura
- Parque Itália - AR5 – Maria Antônia
- Parque Jatobá - AR2 – Nova Veneza
- Parque Nova Veneza (INOCOOP) - ‘‘AR2 – Nova Veneza
- Parque Progresso - AR3 – Matão
- Parque Progresso II - AR3 – Matão
- Parque Residencial Fantinatti - AR3 – Matão
- Parque Residencial Regina - AR3 – Matão
- Parque Residencial Salerno - AR5 – Maria Antônia
- Parque Residencial Santa Terezinha do Matão - AR3 – Matão
- Parque Santo Antônio - AR4 – Área Cura
- Parque Sevilha  - AR5 – Maria Antônia
- Parque Villa Flores - AR2 – Nova Veneza
- Parque Virgílio Viel - AR2 – Nova Veneza
- Parque Yolanda - AR3 – Matão
- Recanto das Árvores - AR4 – Área Cura
- Recanto dos Sonhos - AR5 – Maria Antônia
- Residencial Itália - AR4 – Área Cura
- Residencial Parque da Amizade - AR2 – Nova Veneza
- Residencial Parque Pavan - AR3 – Matão
- Residencial Real Parque - AR2 – Nova Veneza
- Residencial Santa Joana - AR4 – Área Cura
- Residencial Viva Vista - AR2 – Nova Veneza
- Residencial Viver - AR2 – Nova Veneza
- Residencial Ypiranga - AR4 – Área Cura
- Santa Júlia - AR3 – Matão
- São Judas Tadeu - AR4 – Área Cura
- São Judas Tadeu II - AR4 – Área Cura
- Vila Diva - AR3 – Matão
- Vila San Martin - AR3 – Matão
- Vila Sol Nascente - AR4 – Área Cura

### Rodovias
O distrito fica às margens da Rodovia Anhanguera (SP-330) em toda a extensão de sua área urbana.

## Serviços públicos

### Registro civil
Atualmente é feito no próprio distrito, pois o Cartório de Registro Civil das Pessoas Naturais ainda continua ativo.

### Saneamento
O serviço de abastecimento de água é feito pela BRK Ambiental - Sumaré S.A. (BRK)e tem Departamento de Água e Esgotos de Sumaré (DAE) ..

### Energia
A responsável pelo abastecimento de energia elétrica é a CPFL Paulista, distribuidora do Grupo CPFL Energia .

### Telecomunicações
O sistema de telefones automáticos foi inaugurado no distrito em 1979 pela Telecomunicações de São Paulo (TELESP), que também implantou o sistema de discagem direta à distância (DDD) em 1979 com o código de área (0192).
Na década de 90 o código DDD do distrito foi alterado para (019), para padronização do sistema telefônico com a telefonia celular que estava sendo implantada em todo o estado.

## Atividades econômicas
Hoje Nova Veneza cresce e se reconstrói devido a seu crescimento desordenado dos anos 80. Nos últimos anos bairros planejados e condomínios de médio e alto padrão que se instalaram no local, a vinda de novas indústrias e equipamentos urbanos como o Hospital Regional localizado na Avenida da Amizade e o SESI às margens da Rodovia Anhanguera e do Núcleo Velho de Nova Veneza, e o fortalecimento do comércio, principalmente na Avenida da Amizade e no Bairro do Matão, elevaram o perfil econômico e social até então estrangulado pela má formação urbana.

### Indústrias

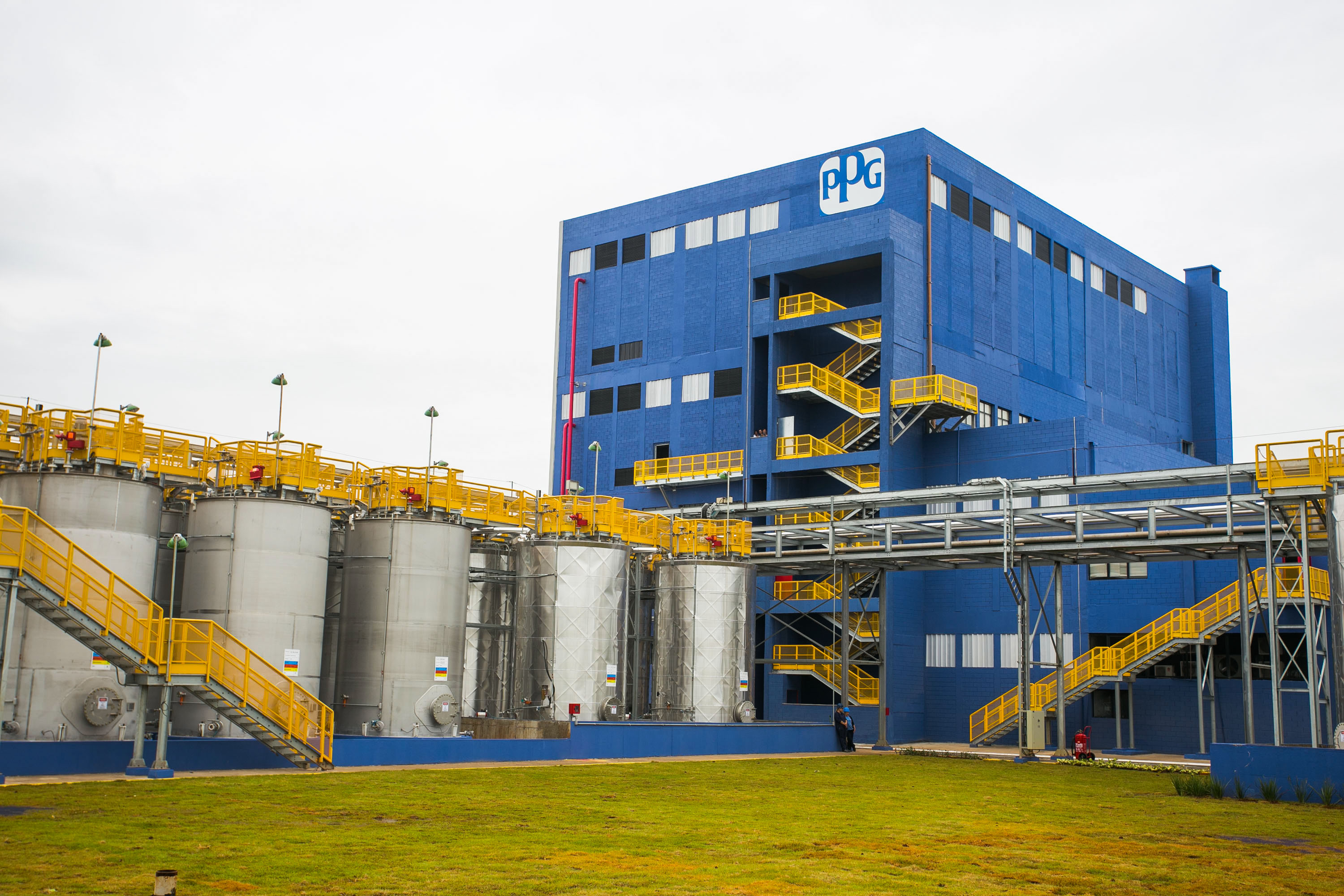
PPG Industries, unidade Nova Veneza.

A industrialização é marco no distrito, e se estende ao longo da Rodovia Anhanguera. No parque industrial estão instaladas indústrias importantes como: 
- 3M
- Honda
- Pirelli
- PPG
- Villares Metals
- Adere
- Medley

## Religião
O Cristianismo se faz presente no distrito da seguinte forma:

### Igreja Católica
- A igreja faz parte da Arquidiocese de Campinas[20].

### Igrejas Evangélicas
- Assembleia de Deus - O distrito possui congregação da Assembleia de Deus Ministério do Belém, vinculada ao Campo de Sumaré[21]. Por essa igreja, através de um início simples, mas sob a benção de Deus, a mensagem pentecostal chegou ao Brasil. Esta mensagem originada nos céus alcançou milhares de pessoas em todo o país, fazendo da Assembleia de Deus a maior igreja evangélica do Brasil[22].

- Congregação Cristã no Brasil[23].
- Igrejas Batistas[24].